# V Congresso panucraino dei Soviet
Il Quinto Congresso panucraino dei Soviet dei deputati degli operai, dei braccianti e dei soldati dell'Armata Rossa si tenne a Charkiv dal 25 febbraio al 3 marzo 1921.

## Decisioni
Fu decretata la ricostruzione delle industrie metallurgiche e del carbone e furono adottate misure specifiche per l'elettrizzazione dell'Ucraina e leggi sulla terra. Fu riservata una speciale attenzione ad una maggiore partecipazione operaia alle sessioni del Congresso.
Il Congresso ratificò all'unanimità il trattato d'unione con la Russia.
Fu istituito l'Ordine della Bandiera Rossa del Lavoro della Repubblica Socialista Sovietica Ucraina.
Infine, furono eletti i 155 membri e i 55 candidati del Comitato Esecutivo Centrale panucraino.